# Jeff Beck’s Guitar Shop
Jeff Beck’s Guitar Shop – album studyjny brytyjskiego gitarzysty Jeffa Becka. Wydawnictwo ukazało się w październiku 1989 roku nakładem wytwórni muzycznej Epic Records. Płyta została nagrana w The Sol Studio w Cookham. Becka w nagraniach wsparli klawiszowiec Tony Hymas oraz perkusista Terry Bozzio.

## Lista utworów
Opracowano na podstawie materiału źródłowego.
| Nr | Tytuł utworu       | Autorzy                             | Długość |
| -- | ------------------ | ----------------------------------- | ------- |
| 1. | „Guitar Shop”      | Jeff Beck, Terry Bozzio, Tony Hymas | 5:03    |
| 2. | „Savoy”            | Beck, Bozzio, Hymas                 | 3:52    |
| 3. | „Behind the Veil”  | Hymas                               | 4:55    |
| 4. | „Big Block”        | Beck, Bozzio, Hymas                 | 4:09    |
| 5. | „Where Were You”   | Beck, Bozzio, Hymas                 | 3:17    |
| 6. | „Stand on It”      | Beck, Hymas                         | 4:59    |
| 7. | „Day in the House” | Beck, Bozzio, Hymas                 | 5:04    |
| 8. | „Two Rivers”       | Beck, Bozzio, Hymas                 | 5:25    |
| 9. | „Sling Shot”       | Beck, Hymas                         | 3:07    |
|    |                    |                                     | 39:51   |

## Listy sprzedaży
| Lista         | Kraj              | Pozycja |
| ------------- | ----------------- | ------- |
| Billboard 200 | Stany Zjednoczone | 49      |

## Literatura przedmiotu
- Jeff Beck, Guitar Tab Anthology, 2009, Alfred Music, ISBN 978-0-7390-6497-9